# スライド・オン・ディス
『スライド・オン・ディス』（Slide on This）は、イングランドのロック・ミュージシャン、ロン・ウッドが1992年に発表した、ソロ名義では5作目のスタジオ・アルバム。

## 背景
ローリング・ストーンズのツアーでバックアップ・ボーカルを務めてきたバーナード・ファウラーが、ボーカルだけでなくソングライティングや演奏にも貢献した。「Testify」は、パーラメンツが1967年にヒットさせた曲のカヴァーである。
「Always Wanted More」はジョー・エリオット（デフ・レパード）とのデュエットで、エリオットは「Josephine」と「Show Me」のバッキング・ボーカルでも参加した。なお、エリオットは「Show Me」のセッションでベースも弾いており、「採用はされなかったけど、これで俺は自分の孫に、チャーリー・ワッツのドラムスとロニー・ウッドのギターに合わせてベースを弾いたって自慢できるよ。凄いことさ」と語っている。「Like It」ではホットハウス・フラワーズがバック・バンドを務めた。
「Breathe on Me」は、ウッドが1975年に発表したソロ・アルバム『ナウ・ルック』収録曲のリメイクである。

## 反響・評価
アメリカでは、総合アルバム・チャートのBillboard 200入りを果たせなかったが、「Show Me」は『ビルボード』のメインストリーム・ロック・チャートで30位を記録した。William Ruhlmannはオールミュージックにおいて5点満点中3点を付け「"Josephine"や"Like It"といった曲が、典型的なローリング・ストーンズ的ロックである一方、ストーンズの"Angie"や"Beast of Burden"を思わせるアコースティック・バラード"Always Wanted More"もある」と評している。

## 収録曲
特記なき楽曲はロン・ウッドとバーナード・ファウラーの共作。
1. "Somebody Else Might" - 4:51
2. "Testify" (George Clinton, Deron Taylor) - 5:00
3. "Ain't Rock and Roll" - 3:46
4. "Josephine" - 5:29
5. "Knock Yer Teeth Out" (Ron Wood, Bernard Fowler / Additional lyrics by Julian Lloyd) - 4:04
6. "Ragtime Annie" (Traditional) - 2:33
7. "Must Be Love" (Jerry Williams) - 4:12
8. "Fear for Your Future" - 4:03
9. "Show Me" (J. Williams) - 3:35
10. "Always Wanted More" - 5:43
11. "Thinkin'" - 5:51
12. "Like It" - 4:28
13. "Breathe on Me" (R. Wood) - 5:39

### 日本盤ボーナス・トラック
1. "Josephine (In Your Face Mix)" - 4:28

## 参加ミュージシャン
- ロン・ウッド - ボーカル、ギター、アコースティック・ベース
- バーナード・ファウラー（英語版） - ボーカル、キーボード、プログラミング
- ジョー・エリオット - アディショナル・ボーカル
- ジ・エッジ - アディショナル・ギター
- イアン・マクレガン - ピアノ
- チャック・リーヴェル - ピアノ、オルガン
- ダグ・ウィンビッシュ（英語版） - ベース
- チャーリー・ワッツ - ドラムス
- サイモン・カーク - ドラムス
- ウェイン・シーヒー - ドラムス
- フェリム・ゴームリー - サクソフォーン
- Sergei Erdenko, Colm McCauchey, Oleg Ponomarev - フィドル
- Sean Garvey - アコーディオン、スクィーズ・ボックス
- マイケル・ケイメン - ストリングス・アレンジ
- ホットハウス・フラワーズ(on #12)
- ジミー・ワールウィンド・ホワイト - スペシャル・オーヴァーダブ(on #12)